# Lawrence Crispin
Lawrence Crispin es un deportista británico que compitió en vela en la clase Laser. Ganó una medalla de oro en el Campeonato Mundial de Laser de 1985.

## Palmarés internacional
| \| Campeonato Mundial \| Campeonato Mundial \| Campeonato Mundial \| Campeonato Mundial \| \| Año \| Lugar \| Medalla \| Clase \| \| ------------------ \| ------------------ \| ------------------ \| ------------------ \| \| 1985 \| Halmstad (Suecia) \| Medalla de oro \| Laser \| |                   |                |       |
| Campeonato Mundial |                   |                |       |
| Año | Lugar             | Medalla        | Clase |
| 1985 | Halmstad (Suecia) | Medalla de oro | Laser |